# Будай, Геннадий Васильевич
Геннадий Васильевич Будай (26 июня 1918, Дзержинск — 1988) — один из организаторов и руководителей коммунистического подполья и партизанского движения в Минской и Барановичской областях в годы Великой Отечественной войны, журналист. Заслуженный работник культуры БССР (1968).

## Биография
Окончил Коммунистический институт журналистики в Минске в 1941 году, БГУ в 1959 году.
В августе 1941 — октябре 1942 года — член Минского коммунистического подполья, один из основателей и руководитель Дзержинского коммунистического подполья. С ноября 1942 года комиссар Ивенецкого партизанского отряда, в апреле 1943 — феврале 1944 года — заместитель комиссара ЦК КП(б)Б и БШПР по Иванецкому межрайонному центру, одновременно с июня 1943 года — редактор газеты «Народный мститель», с октября 1943 года член Иванецкого подполья РК КП(б)Б, в феврале — июне 1944 года редактор газеты «Красная звезда» Барановичского подпольного райкома КП(б)Б.
После войны работал журналистом. С 1959 года — заместитель главного редактора, с 1972 года — главный редактор журнала «Коммунист Беларуси».
Член ЦК КПБ с 1976 года. Депутат Верховного Совета Белорусской ССР с 1975 года.
Умер в 1988 году.

## Награды
- Орден Отечественной войны II степени (1985)
- Орден Трудового Красного Знамени (1962, 1971)
- Орден Красной Звезды (1948)
- Заслуженный работник культуры БССР (1968)
- Лауреат Государственной премии Белорусской ССР (1984)